# Pseudonitschkia
Pseudonitschkia is een monotypisch geslacht van schimmels in de klasse Dothideomycetes. Het bevat alleen Pseudonitschkia parmotrematis.